# Brigada de Reação Rápida

Brasão de armas da BRR.

A Brigada de Reação Rápida (AO 1945: Brigada de Reacção Rápida) ou BrigRR é uma das três grandes unidades operacionais do Exército Português. Grande parte dos seus mais de 3000 membros são paraquedistas altamente treinados. A elevada preparação dos seus militares e o seu moderno equipamento torna esta Brigada a principal força de intervenção terrestre de Portugal, daí as suas inúmeras operações em países estrangeiros.
Até 2006, a BrigRR foi designada "Brigada Aerotransportada Independente", sendo essencialmente uma unidade paraquedista. Nesse ano, mudou a sua designação para a actual, passando a englobar as forças de Comandos e de Operações Especiais do Exército Português.

## História
As antecessoras directas da Brigada de Reação Rápida são as unidades paraquedistas de escalão brigada que existiram no passado.
Com o fim da Guerra do Ultramar em 1975, as tropas paraquedistas da Força Aérea Portuguesa foram reorganizadas, formando o Corpo de Tropas Paraquedistas (CTP). Este Corpo tinha como grande unidade operacional a Brigada Ligeira de Paraquedistas (Briparas).
Em 1993, foi decidida a transferência das tropas paraquedistas da Força Aérea para o Exército. A Briparas foi reorganizada e passou a chamar-se "Brigada Aerotransportada Independente (BAI)".
Na reorganização do Exército de 2006, foi decidida a concentração de todas as suas forças especiais, bem como da Unidade de Aviação Ligeira do Exército, na BAI. A mesma deixou assim de ser uma unidade aerotransportada pura, alterando a sua designação para "Brigada de Reação Rápida".
A utilização de um boina verde na farda, faz com que sejam conhecidos como os boinas verdes tal como os comandos são conhecidos pelos boinas vermelhas.

## Organizações

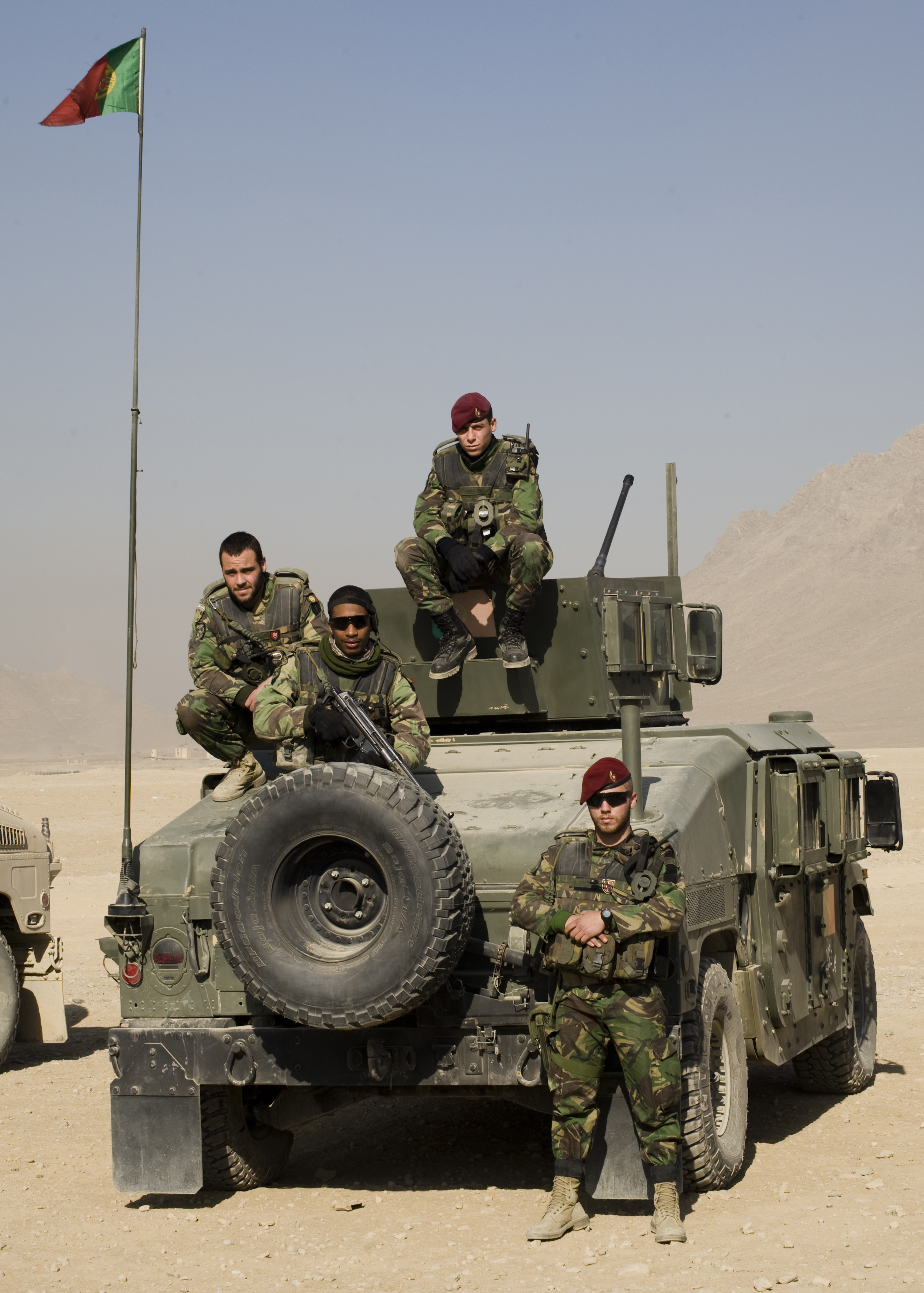
Comandos do Exército Português numa missão no Afeganistão.

### Brigada Ligeira de Paraquedistas
A Briparas era constituída por:
- Batalhão de Paraquedistas N.º 11 (BP11), da Base Operacional de Tropas Paraquedistas N.º 1 (BOTP1)
- Batalhão de Paraquedistas N.º 21 (BP21), da Base Operacional de Tropas Paraquedistas N.º 2 (BOTP2);
- Batalhão de Paraquedistas N.º 31 (BP31), da Base Escola de Tropas Paraquedistas (BETP);
- Grupo Operacional de Apoio e Serviços (GOAS), da BOTP2;
- Grupo Operacional Aeroterrestre, da BETP;
- Companhia Anticarro, da BOTP1;
- Companhia de Morteiros Pesados, da BOTP2;
- Companhia de Comunicações, da BOTP1.

### Brigada Aerotransportada Independente
A BAI era constituída por:
- 1º Batalhão de Infantaria Aerotransportada (1º BIAT), do Regimento de Infantaria N.º 15;
- 2º Batalhão de Infantaria Aerotransportada (2º BIAT), da Área Militar de S. Jacinto;
- 3º Batalhão de Infantaria Aerotransportada (3º BIAT), do Regimento de Infantaria N.º 3;
- Grupo de Artilharia de Campanha, do Regimento de Artilharia N.º 4;
- Batalhão de Apoio e Serviços, do Regimento de Infantaria N.º 15;
- Companhia Anticarro, da Área Militar de S. Jacinto;
- Esquadrão de Reconhecimento, do Regimento de Cavalaria N.º 3;
- Companhia de Engenharia, da Escola Prática de Engenharia;
- Bataria de Artilharia Antiaérea, do Regimento de Artilharia Antiaérea N.º 1;
- Companhia de Transmissões, no Aeródromo Militar de Tancos.

Observação: Existia ainda o Batalhão de Apoio Aeroterrestre que estava diretamente dependente do Comando de Tropas Aerotransportadas, não integrando a BAI.
- Pelotão de Operações Especiais do Centro de Instrução de Operações Especiais actual Centro de Tropas de Operações Especiais;

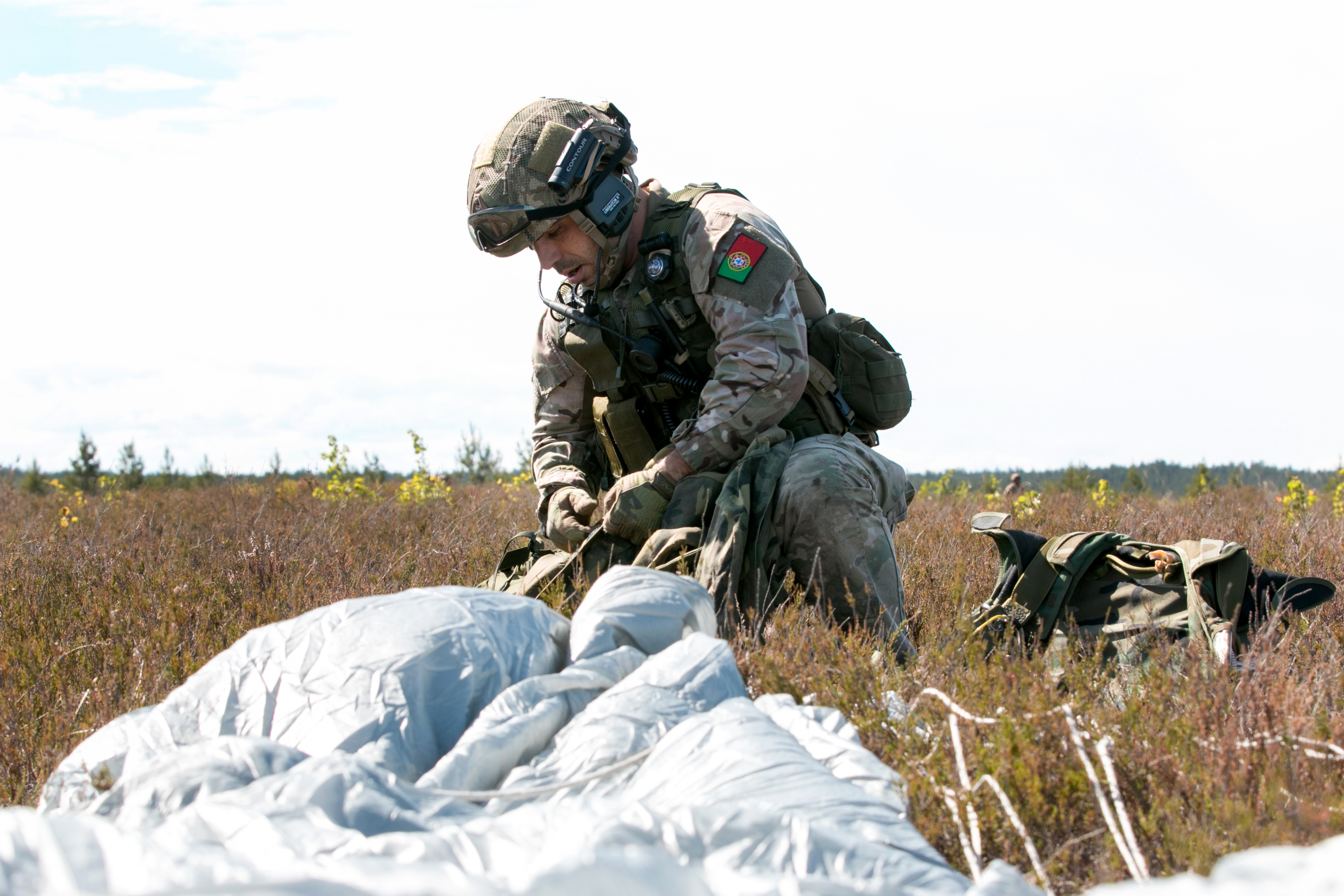
Paraquedista Português após um salto de grande altitude durante o exercício Saber Strike 18 na Letónia.

### Brigada de Reação Rápida
A BrigRR é constituída por:
- Centro de Tropas Comandos na Serra da Carregueira (Queluz)
- Centro de Tropas de Operações Especiais, em Lamego
- Regimento de Paraquedistas, no Polígono Militar de Tancos
- Regimento de Artilharia N.º 4, em Leiria
- Regimento de Cavalaria N.º 3, em Estremoz
- Regimento de Infantaria N.º 1, em Beja
  - Regimento de Infantaria N.º 1, em Tavira (destacamento)
- Regimento de Infantaria N.º 10, em Aveiro
- Regimento de Infantaria N.º 15, em Tomar

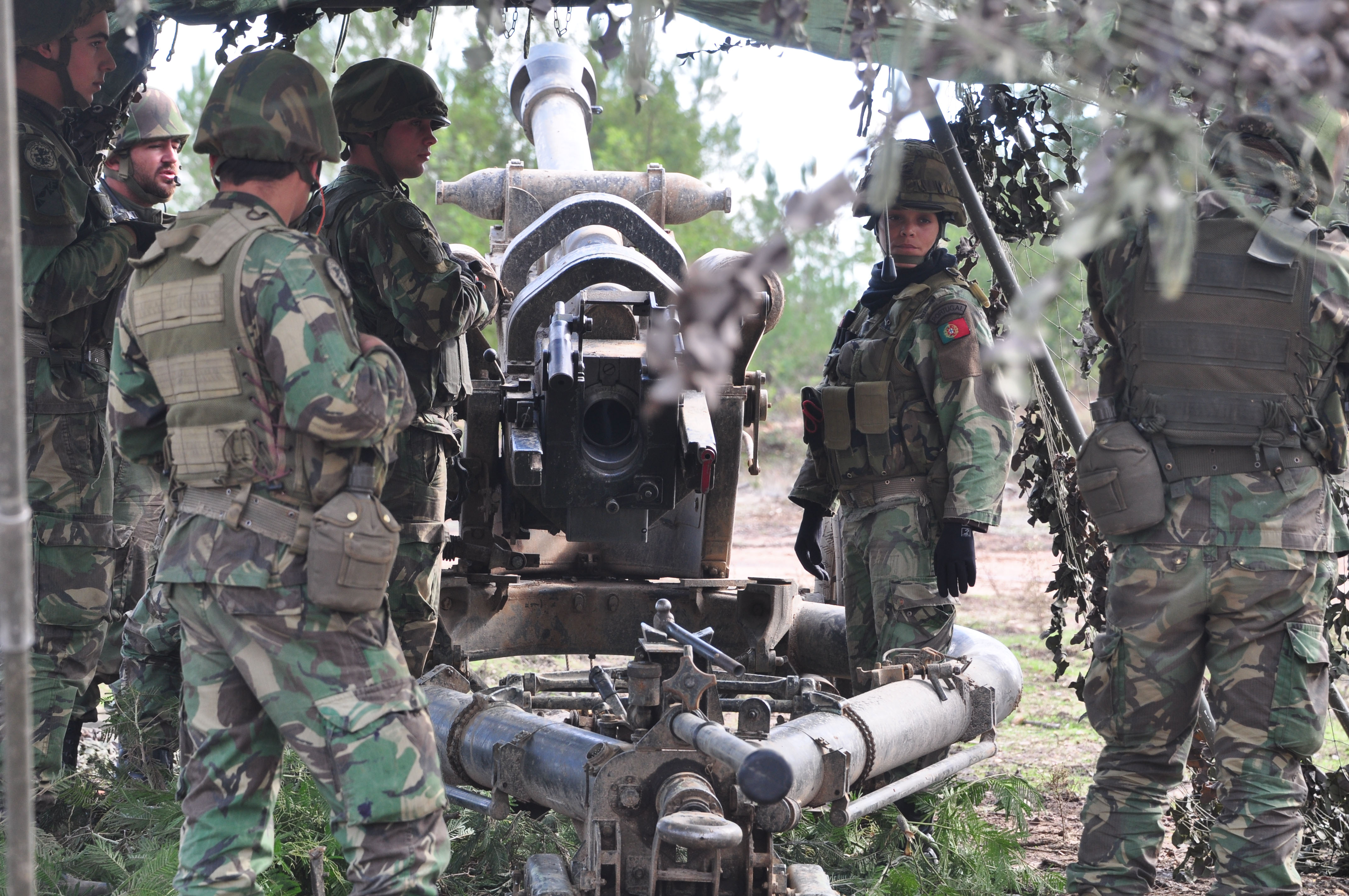
Militares do Regimento de Artilharia N.º 4 durante o exercício NATO Trident Juncture 15.

Cada Batalhão de Infantaria Paraquedista é composto por:
- Companhia de Comando e Apoio (CCA) organizada em:
  - Pelotão de Reconhecimento com Toyota Land Cruiser armados com Browning .50 (12,7mm), Lança-Granadas Santa Bárbara de 40mm e MG3.
  - Pelotão Anticarro com misseis MILAN II
  - Pelotão de Morteiros Médios 81mm
  - Secção Sniper
  - Secção de Vigilância do Campo de Batalha
  - Pelotão Sanitário
  - Secção de Reabastecimento e Transporte
  - Secção de Transmissões
- 3 x companhias de atiradores (CAt): o seu armamento principal é constituído por Esp. aut. FN SCAR com FN40 GL (lança-granadas), FN Minimi 7,62mm, Morteiros 60mm (3 por companhia), e Canhões anticarro Carl Gustav M3 de 84mm (3 por companhia)

O Esquadrão de Reconhecimento é composto por:
- Panhard Ultrav M11 (4 por pelotão) fazendo um total de 38 veículos.

O Batalhão Operacional Aeroterrestre integra as seguintes subunidades: 
- Companhia de Precursores Aeroterrestres — força especial de com a missão principal de infiltração aérea e reconhecimento de zonas de lançamento de tropas paraquedistas;
- Companhia de Abastecimento Aéreo — com a função de preparação e recuperação de cargas aéreas lançadas de paraquedas;
- Companhia de Equipamento Aéreo — com a função de manutenção, preparação e dobragem de paraquedas e equipamentos complementares;
- Centro de Cães de Guerra — subunidade cinotécnica dos paraquedistas.

## Equipamento
Armas Ligeiras:
- Pistola Glock 17 Gen 5;
- Espingarda Automática 5,56mm FN SCAR L;
- Espingarda Automática 5,56mm HK416A5;
- Espingarda Automática 5,56mm HK G36;
- Espingarda Automática 7,62mm FN SCAR H;
- Espingarda Automática 7,62 HK417A2;
- Metralhadora Ligeira 5,56mm MG-4;
- Metralhadora Ligeira 5,56mm FN Minimi Mk3;
- Metralhadora Ligeira 7,62mm FN Minimi Mk3;
- Metralhadora Pesada 12,7mm Browning M2HB;
- Espingarda de precisão Arctic Warfare (7,62);
- Espingarda de precisão Accuracy International AXMC (.338);
- Espingarda de precisão Barrett M107 (12,7);
- Caçadeira Benelli M4;
- Caçadeira Fabarm STF 12;
- Caçadeira SPAS 15;
- Lança Granadas Milkor MGL;
- Lança Granadas HK GMG;
- Lança Granadas HK269;
- Lança Granadas FN40 GL.

Armas Anticarro:
- Dispositivo de Lançamento de Mísseis Anticarro MILAN;
- Canhão sem recuo Carl Gustav M3.

Morteiros:
- Morteiro Médio 81mm;
- Morteiro Ligeiro de Longo Alcance 60mm.

Artilharia de Campanha:
- Obus Rebocado 105mm L118.

Artilharia Antiaérea:
- Lançador Portátil de Míssil AA FIM-92 Stinger.

Veículos Blindados:
- Blindado Ligeiro de Rodas Panhard Ultrav M11;
- Blindado Ligeiro de Rodas HMMWV;
- Blindado Ligeiro de Rodas URO VAMTAC ST5.